# ظاهرة الانكماش
الرنوع أو ظاهرة الانكماش هي ظاهرة طبيعية يتقلص من خلالها الحجم الداخلي للجسم الذي يمتلك غطاء داخلي مرن بطريقة أو بأخرى.
وعندما لا يستطيع الغطاء أن يتقلص أكثر من حده يضطر إلى التجعد والتقلص من اجل المحافظة على مساحة سطحه ويضطر إلى احتوائه على حجم أقل.

## الأطعمة
على سبيل المثال يقوم مصنعو الزبيب في مصنع إنتاج الزبيب بتقليص حجم العنب عن طريق تجفيفه.

أظهرت سلسلة من الصور تعفن وتجعد الخوخ على مدى ستة أشهر
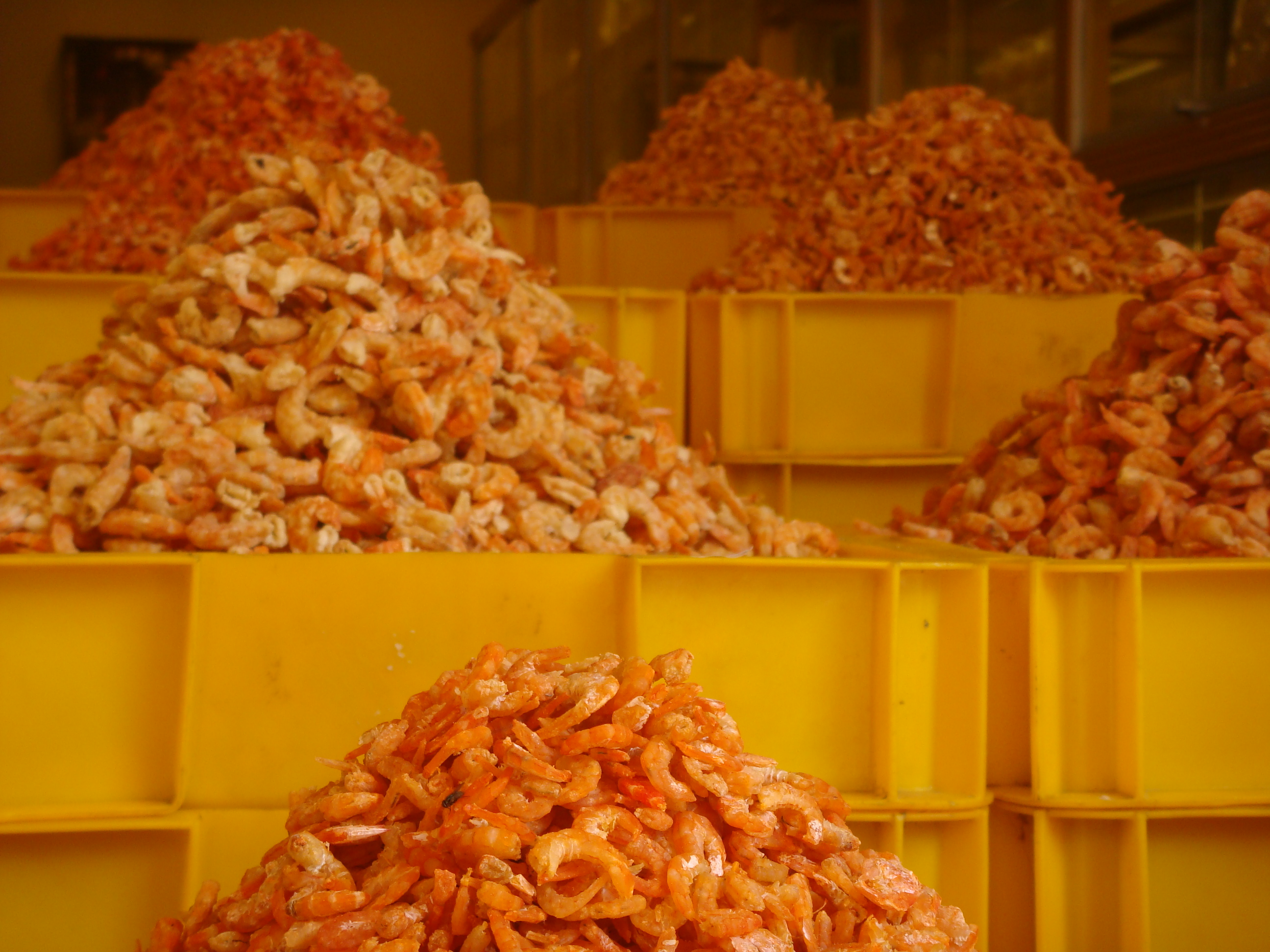
انكماش حجم الربيان بعد تجفيفه,